# Rivière Noire (vattendrag i Kanada, Québec, lat 48,89, long -72,08)
Rivière Noire är ett vattendrag i Kanada.   Det ligger i provinsen Québec, i den östra delen av landet, 500 km nordost om huvudstaden Ottawa.
I omgivningarna runt Rivière Noire växer i huvudsak blandskog. Runt Rivière Noire är det mycket glesbefolkat, med 4 invånare per kvadratkilometer.